# Симонов, Владимир Исакович
Влади́мир Иса́кович Си́монов (род. 11 июня 1950 год, Краснодар) — российский поэт, писатель и философ, сценарист, общественный деятель. Идеолог и президент международного фестиваля «Сходы до Неба».

## Биография
Родился в 1950 году в Краснодаре в семье инженера-энергетика Исаака Савельевича Симонова и медработника, потомственной кубанской казачки Нины Васильевны Симоновой. В 1967 году поступил в КВИРТУ. По окончании в 1972 году, начинает службу военным инженером в 5-й радиотехнической бригаде 21 корпуса ПВО в Гремихе и затем в Североморске. В этот период Владимир Исакович начал писать стихи.
В 1980 году демобилизовался из Советской армии и переехал в Киев. Устроился на работу в ИЭС им. Е. О. Патона, где работал старшим инженером в 76-й научной лаборатории сварки трением. Он получил 11 авторских свидетельств в сфере АСУ. Параллельно научной деятельности он гастролировал с концертами авторской песни в Ленинграде, Ижевске и др. городах, выступал с сольными концертами в Киеве. Противоречие между научной работой и желанием посвятить себя творческой деятельности привело его к решению уйти из института.
В 1990-е годы выходят первые сборники его стихов «Мы с тобой из застойного времени…» и «Слава Богу — Люблю».

### Дом моды «Olga&Simonov»
С 1991 года вместе с модельером Ольгой Тюфяковой (ученицей Герца Мепена) организовали дом моды «Olga&Simonov», позже «Фундацию высокой моды» Киева.
В 2000 году Дом моды «Olga&Simonov» участвовал в Неделе высокой моды в Париже сезона весна-лето 2001. Коллекция «Arise, Princess» представленная Ольгой Симоновой, вызвала широкий резонанс. В результате Ольга и Владимир Симонов получили приглашение на работу в США.

### Работа в США
Период с 2003 года связан с Лос-Анджелесом и активной писательской деятельностью. На протяжении 2004—2009 годов написал романы «В поисках Женщины», «Жрица Роас», «Мария и Иисус» и «Взорванное небо», закончил семилетнюю работу над философским трудом «Письма о Красоте». В 2006 году вышла книга «В поисках Женщины», в 2008 году — «Конспекты лекций на волнах океана» и «Жрица Роас».
В 2008 году по сценарию Симонова снят комедийный фильм «В погоне за Чайковским» («Chasing Tchaikovsky», реж. Грег Лалазарян), в котором В. Симонов дебютирует и как актёр, сыграв эпизодическую роль — Петра Ильича Чайковского. В 2009 году фильм стал призёром кинофестиваля ARPA-2009 в номинации «Лучший режиссёр».

### Общественно-политическая деятельность
В 1999 году Симонов создал политическую партию «Партия сознания третьего тысячелетия», изложив в программе видение перспективы развития украинского общества, в основе которого — человек как единица сознания Вселенной. Целью предвыборной кампании было донести «в массы» идею совершенствования общества третьего тысячелетия на основе принципов любви, красоты, гармонии и сотрудничества. ПССТ принимала участие в выборах в Верховный Совет Украины в 2002 году в блоке «Против всех», но необходимый проходной барьер не преодолела. В 2003 году партия была ликвидирована Министерством юстиции Украины..

### Фестиваль «Сходы до Неба»
В 1997 году Владимир Симонов основал международный фестиваль «Сходы до Неба», который впервые состоялся 28 июня 1997 года на Европейской площади Киева. Действо включало в себя показ коллекций модельера Герца Мепена, модных домов Haut Couture Litrico и Olga&Simonov, а также балета, джазовых исполнителей и оперных певцов в сопровождении Национального симфонического оркестра Украины под руководством Владимира Сиренко.
В 2010 году инициировал создание общественной организации «Фестиваль „Сходы до Неба“», деятельность которой направлена на популяризацию академического искусства разных жанров. Среди участников акций фестиваля — Дмитрий Хворостовский, Анатолий Кочерга, Алексей Козлов, Вячеслав Зайцев, Елена Филипьева. Ведёт активную общественную работу в сфере культуры и просветительства.

## Философия
С 1997 по 2004 год Симонов работал над философским трудом «Письма о Красоте» (первый том издан в 1999 году), в котором изложил свою систему «миропостроения». В её основании находится женщина, определяемая как «жизнеутверждающий и определяющий эволюцию и перспективу энергетический спектр». Основным категориальным аппаратом работы являются понятия красоты, любви, гармонии, творчества и сотрудничества. В. Симонов подчёркивает, что познание мира лежит не в плоскости препарирования целого, а в интуитивном прозрении общего.
В своих последующих работах — «Конспекты лекций на волнах океана» и «Эволюция человека. Тезисы о Красоте» — выдвинул «оригинальную концепцию развития человечества, движущуюся от низших форм к единению с Космосом и Вселенскими Энергиями».

## Творчество

### Поэтические сборники
- «Мы с тобой из застойного времени…» (1993)
- «Слава Богу — Люблю» (1995)
- «Сто и Пять FM» (1997)
- «Я уезжаю, чтоб остаться» (2002)
- «Когда взлетаешь на рассвете» (2003)
- «Утренний город пахнет Любовью» (2004)
- «Танцевать РасСвет» (2004)
- «Какое сложное пахтанье взаимосвязи и Любви» (2007)
- «Четыре перышка в крылья» (2008)
- «Сто процентов Любви» (2008)
- «Мост из дождя и камней» (2011)

### Художественная проза
- «В поисках Женщины» (2006)
- «Жрица Роас» (2008)
- «Мария и Иисус» (2008)
- «Взорванное небо» (2008)
- «Танец пчелы» (2012)

### Сценарии
- «В погоне за Чайковским» (2006)
- «Рождённый любить» (2009)

### Философские работы
- «Письма о Красоте» (1997—2004)
- «Конспекты лекций на волнах океана» (2008)
- «Эволюция человека. Тезисы о Красоте» (2012)